# Уранополис
Урано́полис (др.-греч. Οὐρανόπολις, греч. Ουρανούπολη — «город неба») — деревня в Греции, находящаяся в километре от подножия святой горы Афон. Расположена в западной части полуострова Агио-Орос, который является частью большого полуострова Халкидики, в 95 километрах к юго-востоку от Салоник на побережье залива Агио-Орос. Входит в муниципалитет Аристотелис в периферийной единице Халкидики в периферии Центральной Македонии. Население 826 жителей по переписи 2011 года Площадь сообщества 21,292 км².

## История

### Античный Уранополис
Уранополис получил своё название от античного города, основанного в 315 году до н. э. философом Алексархом, братом правителя Македонии Кассандра (ок. 355—297 до н. э.). Есть версия, что город был построен на руинах Сани-Андрийской колонии, ранее разрушенной Филиппом II, поскольку Плиний Старший не упоминает её в своём списке городов Акте (современной горы Афон). Алексарх выпросил у брата кусок земли, чтобы основать город и воплотить идею идеального государства. Он пригласил туда жителей из разных государств, уравнял рабов и свободных. Свой город Алексарх назвал Уранополис, что в переводе означало «город неба», а его жителей называл «сынами неба». Он представлял собой идею мирового лингвистического государства. Чтобы подкрепить свои труды, Алексарх придумал для жителей новый язык — уранический. В нём выделяются корни, взятые из восточных языков, а окончания и грамматика — из западных. Таким образом, это также была первая попытка синкретизма языков.
Во время существования Фракийского царства в Уранополисе размещался монетный двор. Монеты Уранополиса были известны тем, что на них изображались Афина или муза астрономии Афродита Урания, сидящая на глобусе. Он представлял собой Небесную сферу. Распространено заблуждение, что этот глобус олицетворял Землю, и что это первое известное изображение Земли в её настоящей форме.

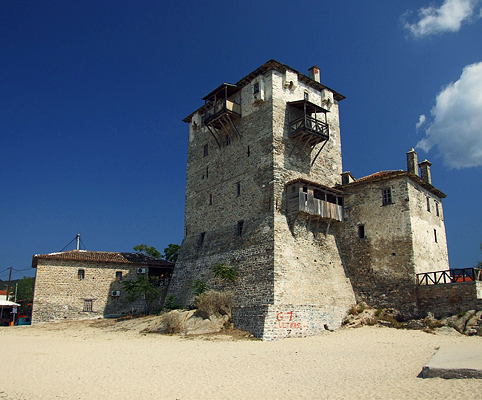
Византийская башня на берегу

### Современный Уранополис
Современный Уранополис был основан вокруг византийской башни Просфория, построенной ещё в 1344 году на месте подворья афонского Ватопедского монастыря по соседству с Франкским замком монастыря Зигу. После поражения Греции в греко-турецкой войне 1922 года земли монастыря были переданы греками-беженцам из Малой Азии с островов Мраморного моря из Пропонтиды. Они нашли убежище в Башне, её зданиях и палатках. В 1926 году немецкая компания построила первые дома в деревне, некоторые из которых сохранились до наших дней. В 1928 году в деревню с целью помочь беженцам приехали супруги Джойс и Сидней Лок из Австралии. Они жили в башне и вместе с жителями, которые знали искусство ковроткачества, использовали рисунки, скопированные из монашеских кодексов, заложив основы местного производства, которое давало работу и доход многим семьям. Жители построили церковь, школу и начали организовывать общину под названием «Просфорион». Позже деревня получила название «Пиргос», что означает «Башня», и примерно в 1960 году она получила своё современное название «Уранополис». Как раз в это время были построены дороги, окончательно завершены улицы, появилось электричество и в деревню прибыли первые туристы. Также был построен первый отель под названием «Ксения».

## Население
| Год  | Население, человек |
| ---- | ------------------ |
| 1991 | 707                |
| 2001 | 875                |
| 2011 | ↘ 826              |

## Достопримечательности
- Франкский замок (Mонастырь Зигу), на границе со Святым Афоном, построенный в эпоху владычества франков (XIII век).
- Башня Просфория (XIV век)
- Пограничная застава Святого Афона.

## Туризм

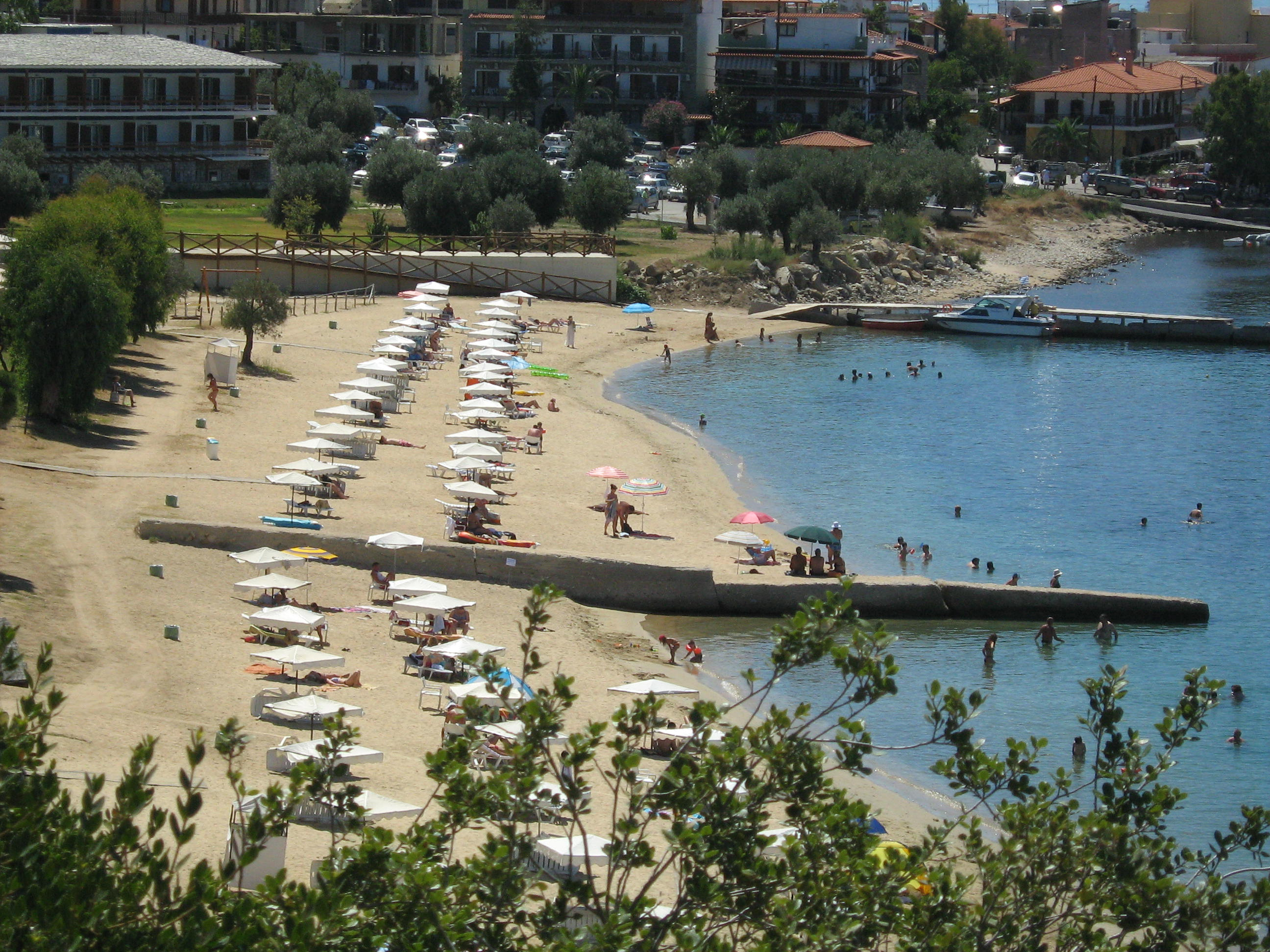

Сегодня Уранополис считается одним из важнейших курортов северной Халкидики. Есть много ресторанов и отелей. В деревне в византийской башне работал Византийский музей с византийскими древностями и иконами, ныне закрытый. В сувенирных магазинах продаются местные ковры ручной работы с византийскими рисунками, ковры из козьей шерсти, византийские иконы и ювелирные изделия из натурального сырья. В летние месяцы ежедневно совершаются круизы на Святую Гору Афон из порта деревни, так как именно в Уранополисе выдают диамонитирион (письменное разрешение на въезд в Афонский монастырь, «Афонскую визу»).

## Монеты античного города

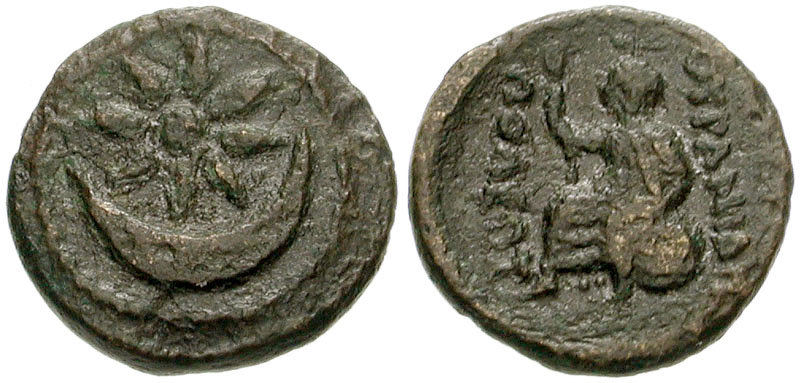

На найденных античных монетах изображены сидящая на шаре Афродита Урания с надписью «Ouranio Poleos», что переводится как «небесный город», и сияющее восемью лучами солнце на реверсе.

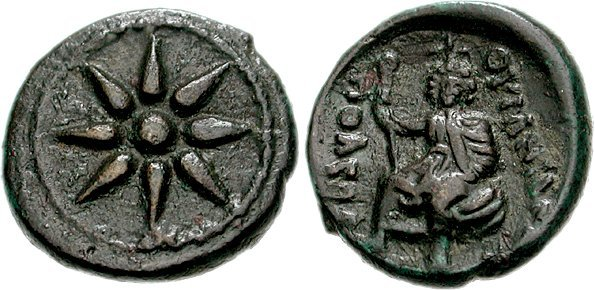
Монеты античного Уранополиса